# Rockaholic
Rockaholic es el octavo álbum de estudio de la banda de hard rock estadounidense Warrant, lanzado el 17 de mayo de 2011. El vocalista Robert Mason fue el encargado de grabar las voces. Alcanzó el puesto Nro. 22 de las listas Billboard.

## Lista de canciones
1. "Sex Ain't Love" (Dixon, Mason, Turner) - 3:57
2. "Innocence Gone" (Dixon, Mason) - 3:40
3. "Snake" (Mason) - 3:44
4. "Dusty's Revenge" (Dixon, Mason, Turner) - 4:26
5. "Home" (Mason) - 3:27
6. "What Love Can Do" (Dixon) - 4:19
7. "Life's a Song" (Dixon) - 4:09
8. "Show Must Go On" (Dixon, Mason) - 2:48
9. "Cocaine Freight Train" (Dixon, Mason) - 2:57
10. "Found Forever" (Mason) - 4:14
11. "Candy Man" (Dixon, Turner) - 4:04
12. "Sunshine" (Dixon, Mason, Duncan) - 3:53
13. "Tears in the City" (Dixon) - 3:34
14. "The Last Straw" (Dixon, Mason) - 4:12

## Personal
- Robert Mason - voz
- Joey Allen - guitarra
- Erik Turner - guitarra
- Jerry Dixon - bajo
- Steven Sweet - batería

## Sencillos
- "Life's a Song"
- "Home"